# 次数付き可換環
抽象代数学における次数付き可換環（じすうつきかかんかん、英: graded-commutative ring; 次数付き交換環）あるいは歪可換環 (skew-commutative ring) とは、次数付き環であって、次数付きの意味で可換となるものを言う。すなわち、任意の斉次元 x, y が次数付き交換関係（歪交換関係） {\displaystyle xy=(-1)^{|x||y|}yx} を満足する。ここに、|x|, |y| はそれぞれ x, y の次数である。
（次数付きでない通常の）可換環は自明な次数付けのもとで次数付き可換環の基本的な例となる。外積代数は、通常の意味で可換とならない、次数付き可換環の例を与える。
コホモロジー上で定義されるカップ積は歪交換関係を満足するから、コホモロジー環は次数付き可換環である。実は多くの次数付き可換環の例が代数的位相幾何学およびホモロジー代数から生じる。